# Aporrhais
Aporrhais is een geslacht van weekdieren uit de klasse van de Gastropoda (slakken).

## Soorten
- Aporrhais pesgallinae Barnard, 1963
- Aporrhais pespelecani (Linnaeus, 1758)
- Aporrhais senegalensis Gray, 1838
- Aporrhais serresianus (Michaud, 1828)